# متحف يوسف النجار
متحف قمة المدينة أحد المتاحف الخاصة بمدينة ينبع التابعة لمنطقة المدينة المنورة.

## الوصف
يقع المتحف في الهيئة الملكية في مدينة ينبع٬ وهو متحف خاص لصاحبه يوسف سعيد النجار٬ خصصت له الهيئة الملكية في مدينة ينبع الصناعية صالة كبيرة٬ ووافق المجلس الأعلى للآثار في جلسته التاسعة والأربعين على إقامة هذا المتحف وافتتاحه٬ وذلك في تاريخ 20 صفر 1421 هـ الموافق 2000م٬ واستمر المتحف عامين ثم انتقل إلى صاحبه بعد ذلك.
يتضمن المتحف مجموعة كبيرة من القطع التراثية الخاصة بمنطقة المدينة المنورة٬ كالمشغولات اليدوية من الملابس والسجاد وبعض الأدوات والأواني النحاسية والخشبية الخاصة بطهي وتقديم الطعام٬ ويحوي بعض الأسلحة القديمة كالخناجر والبنادق٬ وبعض المصنوعات الجلدية٬ بالإضافة إلى قسم خاص بالأحياء البحرية وأدوات الصيد.
يتضح من خلال مخطط متحف يوسف النجار في الهيئة الملكية أنه كان يشغل مساحة قدرها 735 متر مربع٬ ويؤدي المدخل الرئيس له إلى صالة استقبال بها بيت َشعْر٬ وتدور حول هذه الصالة أقسام المتحف على النحو الآتي: قسم إدارة المتحف، قسم المعروضات التراثية المختلفة٬ وبهذا القسم نموذج لمباني ينبع البحر، قسم معروضات صوفية، قسم معروضات الخياطة، قسم أدوات البحر، قسم الصدف والمرجان والشعاب المرجانية، قسم أدوات الز ارعة، قسم أدوات فخارية، صالة عرض اللوحات الت ارثية٬ ويصل عددها إلى مائة وعشرين لوحة معظمها من الصوف البدوي القديم والفضيات والخشب وقطع مرجانية وصدفية.